# مارکوس روخو
مارکوس روخو (اسپانیایی: Marcos Rojo‎؛ زاده ۲۰ مارس ۱۹۹۰) بازیکن فوتبال اهل آرژانتین است که در پست مدافع در باشگاه فوتبال بوکا جونیورز آرژانتین و تیم ملی فوتبال آرژانتین بازی می‌کند. وی در سال ۲۰۲۰ میلادی به‌صورت قرضی از باشگاه فوتبال منچستر یونایتد انگلستان به باشگاه فوتبال استودیانتس آرژانتین منتقل شد.او پس از پایان قرارداد قرضی ۶ ماهه اش به منچستر یونایتد بازگشت.او پس از مذاکرات با بوکاجونیورز به این تیم پیوست. 
مارکوس روخو در مدت ۲ سال حضور در اسپورتینگ لیسبون ۴۹ بار با پیراهن این تیم به میدان رفت و ۵ گل زد و پیش از این در تیم‌های استودیانتس و اسپارتاک مسکو به میدان رفت.
روخو در تیم منتخب جام جهانی برزیل حضور داشت و بعد از بازی‌های قابل توجه خود به منچستر یونایتد پیوست، اکنون در بوکا جونیورز کشورش توپ میزند.

## زندگی حرفه‌ای
مارکوس در آرژانتین و در شهر لا پلاتا بزرگ شد و در سن ده سالگی به باشگاه فوتبال استودیانتس پیوست.